# Bård Finne
Bård Finne (Bergen, 13 februari 1995) is een Noors voetballer die bij voorkeur als aanvaller speelt. 

## Clubcarrière
Finne speelde in de jeugd bij Nymark IL, SK Trane en SK Brann. In september 2012 tekende hij zijn eerste profcontract voor SK Brann. Daarvoor was hij dicht bij een overgang naar zowel N.E.C. als Molde FK. Op 23 september 2012 scoorde hij als invaller twee doelpunten tegen Rosenborg BK. Op 20 augustus 2013 werd bekend dat Finne vanaf 1 januari 2014 voor FC Köln zou gaan spelen. Aangezien zijn contract verviel op 31 december 2013 liep hij transfervrij de deur uit. Onder leiding van de Oostenrijkse trainer-coach Peter Stöger won hij in het seizoen 2013/14 met 1. FC Köln de titel in de 2. Bundesliga, waardoor de club terugkeerde in de hoogste afdeling van het Duitse voetbal, de Bundesliga. Daar kwam hij nauwelijks aan spelen toe en in januari 2016 ging hij naar 1. FC Heidenheim. In februari 2017 keerde hij terug naar Noorwegen bij Vålerenga IF. Per januari 2021 komt hij uit voor het Deense SønderjyskE.